# Чак Кобасью
Чак Кобасью (англ. Chuck Kobasew, нар. 17 квітня 1982, Осуюс) — канадський хокеїст, що грав на позиції крайнього нападника.
Провів понад 600 матчів у Національній хокейній лізі. 

## Ігрова кар'єра
Хокейну кар'єру розпочав 1997 року на юнацькому рівні в складі команди «Осуюс Гіт» (МЮХЛК). У 1999 продовжив виступи в складі «Пентіктон Пантерс» (БКХЛ).
Сезон 2000/01 провів у складі хокейної команди Бостонського коледжу. У фінальній серії обіграли Університет Північної Дакоти 3-2, Чак був визнаний найціннішим гравцем плей-оф.
2001 року був обраний на драфті НХЛ під 14-м загальним номером командою «Калгарі Флеймс», але продовжив виступати за «Келона Рокетс» (ЗХЛ), а наступного сезону захищав кольори «Сент-Джон Флеймс» (АХЛ). 
У сезоні 2002/03 дебютував у складі «Калгарі Флеймс», а наступний сезон став повноцінним для Чака в НХЛ, в його активі 70 матчів та 17  набраних очок. Під час локауту в сезоні 2004/05 виступав за «Лоуелл Девілс» (АХЛ).
24 січня 2006, Кобасью відзначився хет-триком у матчі проти «Колорадо Аваланч».
10 лютого 2007, Кобасью разом з Ендрю Ференсом обміняли на Бреда Стюарта та Вейна Прімо з «Бостон Брюїнс». 13 травня 2008, Чак уклав трирічний контракт на суму $7 мільйонів доларів з «Брюїнс». 
На початку сезону 2009/10 Чак знову потрапляє під обмін між клубами та опиняється в складі «Міннесота Вайлд». 27 листопада 2009, Чак вдруге відзначається хет-триком і вдруге в ворота «Колорадо Аваланч».
1 липня 2011, Кобасью підписує дворічний контракт з клубом «Колорадо Аваланч» на суму $1,25 мільйона доларів. 8 грудня 2011 разом з партнером по клубу Джеєм Мак-Клементом зіграв свій 500-й матч в кар'єрі НХЛ причому сталось це в матчі проти «Калгарі Флеймс». 31 грудня 2011, Чак закинув соту шайбу в матчі проти «Анагайм Дакс» (4-2).
20 березня 2013, Чак у матчі проти «Даллас Старс» (4-3) відзначився сотою передачею в кар'єрі.
11 вересня 2013, як вільний агент Чак прийняв пропозицію «Піттсбург Пінгвінс» провести тренувальний збір у складі останньої. 2 жовтня 2013, уклав однорічний контракт на суму $550,000 доларів. У складі «пінгвінів» Кобасью провів лише 33 матчі, а решту сезону провів у фарм-клубі «Віклс-Беррі/Скрентон Пінгвінс».
1 липня 2014 в Європі підписує дворічний контракт з швейцарським клубом «Берн». У складі СК «Берн» виграє Кубок Швейцарії. Через травму головного мозку отриману ще в сезоні 2014/15, він проведе лише десять матчів у сезоні 2015/16 та приймає рішення про завершення ігрової кар'єри.
Загалом провів 645 матчів у НХЛ, включаючи 44 гри плей-оф Кубка Стенлі.

## Збірна
У складі молодіжної збірної Канади срібний призер чемпіонату світу 2002.

## Статистика

### Клубні виступи
| Сезон        | Клуб                            | Ліга         | Регулярний сезон | Регулярний сезон | Регулярний сезон | Регулярний сезон | Регулярний сезон | Плей-оф | Плей-оф | Плей-оф | Плей-оф | Плей-оф |
| Сезон        | Клуб                            | Ліга         | І                | Г                | П                | О                | ШХ               | І       | Г       | П       | О       | ШХ      |
| ------------ | ------------------------------- | ------------ | ---------------- | ---------------- | ---------------- | ---------------- | ---------------- | ------- | ------- | ------- | ------- | ------- |
| 1997–98      | «Осуюс Гіт»                     | МЮХЛК        | 6                | 2                | 2                | 4                | 2                | —       | —       | —       | —       | —       |
| 1998–99      | «Осуюс Гіт»                     | МЮХЛК        | 23               | 25               | 24               | 49               | 8                | —       | —       | —       | —       | —       |
| 1998–99      | «Пентіктон Пантерс»             | БКХЛ         | 30               | 11               | 17               | 28               | 18               | —       | —       | —       | —       | —       |
| 1999–00      | «Пентіктон Пантерс»             | БКХЛ         | 58               | 54               | 52               | 106              | 83               | —       | —       | —       | —       | —       |
| 2000–01      | Бостонський коледж              | Х-Схід       | 43               | 27               | 22               | 49               | 38               | —       | —       | —       | —       | —       |
| 2001–02      | «Келона Рокетс»                 | ЗХЛ          | 55               | 41               | 21               | 62               | 114              | 15      | 10      | 5       | 15      | 22      |
| 2002–03      | «Сент-Джон Флеймс»              | АХЛ          | 48               | 21               | 12               | 33               | 61               | —       | —       | —       | —       | —       |
| 2002–03      | «Калгарі Флеймс»                | НХЛ          | 23               | 4                | 2                | 6                | 8                | —       | —       | —       | —       | —       |
| 2003–04      | «Калгарі Флеймс»                | НХЛ          | 70               | 6                | 11               | 17               | 51               | 26      | 0       | 1       | 1       | 24      |
| 2004–05      | «Лоуелл Девілс»                 | АХЛ          | 79               | 38               | 37               | 75               | 110              | 11      | 6       | 3       | 9       | 27      |
| 2005–06      | «Калгарі Флеймс»                | НХЛ          | 77               | 20               | 11               | 31               | 64               | 7       | 1       | 0       | 1       | 0       |
| 2006–07      | «Калгарі Флеймс»                | НХЛ          | 40               | 4                | 13               | 17               | 37               | —       | —       | —       | —       | —       |
| 2006–07      | «Бостон Брюїнс»                 | НХЛ          | 10               | 1                | 1                | 2                | 25               | —       | —       | —       | —       | —       |
| 2007–08      | «Бостон Брюїнс»                 | НХЛ          | 73               | 22               | 17               | 39               | 29               | —       | —       | —       | —       | —       |
| 2008–09      | «Бостон Брюїнс»                 | НХЛ          | 68               | 21               | 21               | 42               | 56               | 11      | 3       | 3       | 6       | 14      |
| 2009–10      | «Бостон Брюїнс»                 | НХЛ          | 7                | 0                | 1                | 1                | 2                | —       | —       | —       | —       | —       |
| 2009–10      | «Міннесота Вайлд»               | НХЛ          | 42               | 9                | 5                | 14               | 16               | —       | —       | —       | —       | —       |
| 2010–11      | «Міннесота Вайлд»               | НХЛ          | 63               | 9                | 7                | 16               | 19               | —       | —       | —       | —       | —       |
| 2011–12      | «Колорадо Аваланч»              | НХЛ          | 58               | 7                | 7                | 14               | 51               | —       | —       | —       | —       | —       |
| 2012–13      | «Колорадо Аваланч»              | НХЛ          | 37               | 5                | 4                | 9                | 21               | —       | —       | —       | —       | —       |
| 2013–14      | «Піттсбург Пінгвінс»            | НХЛ          | 33               | 2                | 0                | 2                | 15               | —       | —       | —       | —       | —       |
| 2013–14      | «Віклс-Беррі/Скрентон Пінгвінс» | АХЛ          | 12               | 11               | 2                | 13               | 20               | 14      | 8       | 6       | 14      | 40      |
| 2014–15      | «Берн»                          | НЛА          | 29               | 9                | 9                | 18               | 24               | 3       | 0       | 1       | 1       | 4       |
| 2015–16      | «Берн»                          | НЛА          | 10               | 4                | 4                | 8                | 25               | —       | —       | —       | —       | —       |
| Усього в НХЛ | Усього в НХЛ                    | Усього в НХЛ | 601              | 110              | 100              | 210              | 394              | 44      | 4       | 4       | 8       | 38      |

### Збірна
| Рік              | Команда          | Турнір           | Місце            | І | Г | П | О | ШХ |
| ---------------- | ---------------- | ---------------- | ---------------- | - | - | - | - | -- |
| 2002             | Канада           | МЧС              | 2                | 7 | 5 | 1 | 6 | 2  |
| Молодіжна збірна | Молодіжна збірна | Молодіжна збірна | Молодіжна збірна | 7 | 5 | 1 | 6 | 2  |